# Tyska riksidrottsutmärkelsen
Tyska riksidrottsutmärkelsen (tyska Deutsches Reichssportabzeichen) var en tysk utmärkelse som delades ut från 1933 till 1944. År 1937 gjordes den till statlig utmärkelse. Bedömningssporter var bland annat simning, höjdhopp, löpning, kulstötning och cykling.